# William Macewen

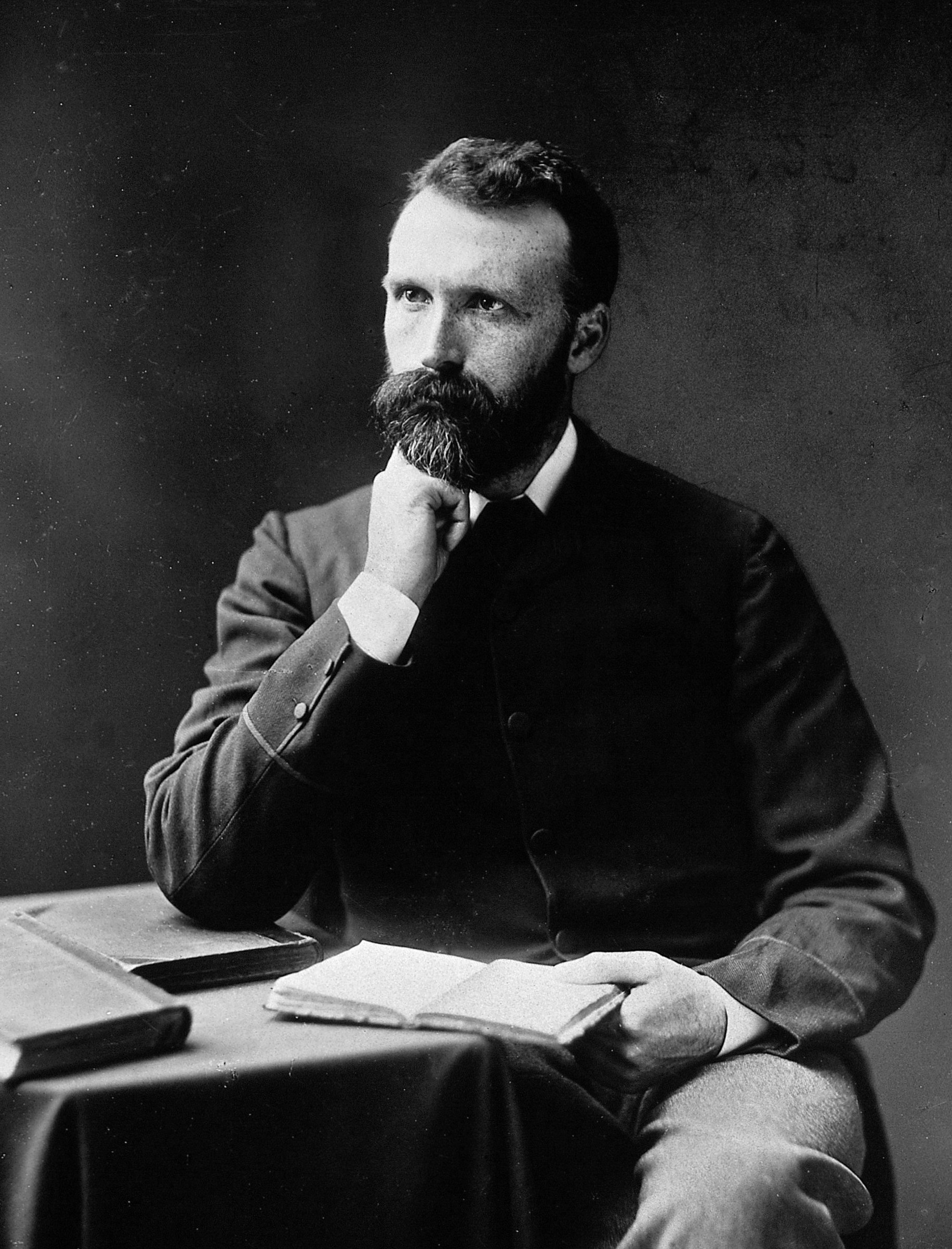
William Macewen

Sir William Macewen, CB, FRS, (* 22. Juni 1848 in Rothesay (Schottland), Isle of Bute; † 22. März 1924 in Glasgow) war ein schottischer Chirurg.

## Leben
Macewen (gelegentlich falsch MacEven geschrieben) studierte Medizin an der University of Glasgow mit dem Abschluss des Bachelor of Medicine (MB) und des Master of Surgery (CM) 1869 und dem M.D. Abschluss 1872. Er wurde 1873 Chirurg an der Western Infirmary, 1875 Assistenzchirurg (Assistant Surgeon) und 1877 Chirurg an der Royal Infirmary in Glasgow. Dort hielt er auch 1881 bis 1889 Vorlesungen und wurde nach Übernahme der Professur Chirurg am Western Infirmary in Glasgow und außerdem ab 1883 am Royal Hospital for Sick Children. 1892 wurde er Regius Professor für Chirurgie in Glasgow. Später lebte er in Garrochty auf der Isle of Bute.

## Werk
Macewen war in Glasgow ein Schüler von Joseph Lister, dessen antiseptische Techniken er systematisch ausbaute und entsprechende streng einzuhaltende Handlungsabfolgen und Vorgehensweisen im Operationssaal einführte (gründliches Händewaschen vor der Operation, Sterilisation der Instrumente, sterile Kleidung usw.). Er ist für viele Innovationen in der Chirurgie bekannt.
Er war ein Pionier der Gehirnchirurgie und zeigte aufbauend auf den Arbeiten von John Hughlings Jackson und David Ferrier über die Lokalisierung von Funktionen in der Hirnrinde, dass man dies zur Bestimmung der Lage von Tumoren nutzen kann (1876). 1876 behandelte er einen Jungen mit einem Abszess im Gehirn, erhielt aber keine Erlaubnis zur Operation und konnte dessen Tod nicht verhindern. Ab 1879 unternahm er Gehirnoperationen bei Patienten mit Abszessen im Gehirn. Er führte die erste erfolgreiche Operation am Gehirn aus, bei dem ein Tumor (Meningiom) entfernt wurde, der vorher nur aufgrund epileptischer Symptome lokalisiert wurde. Die Patientin überlebte noch acht Jahre und bei der Autopsie fand sich kein neuer Tumor. Es folgten noch viele weitere erfolgreiche Operationen von Abszessen und Hämatomen im Gehirn und an der Wirbelsäule, so die erste Laminektomie bei einer Wirbelsäulenfraktur im Jahr 1886. Er veröffentlichte einen anatomischen Atlas des Schädels und galt als Spezialist für die chirurgische Behandlung von entzündlichen Erkrankungen des Schläfenbeins (dort wird die Foveola Suprameatica im Englischen auch als Macewen´s Triangle bezeichnet) und er untersuchte auch experimentell das Knochenwachstum und Heilung von Knochenwunden bei Tieren. Die Diagnose der Lage von Abszessen und Hydrocephalus im Gehirn durch Abklopfen des Schädels wurde im Englischen auch nach ihm benannt (Macewen´s Sign).
Zu seinen Pionierbeiträgen zur Orthopädie zählen die erste erfolgreiche allogene Knochentransplantation (bei der Wiederherstellung eines Oberarmknochens 1881) und Knieoperationen mit dem von ihm entwickelten und nach ihm benannten Osteotom. Beides wurde viel bei den damals verbreiteten Knochendeformationen aufgrund von Vitamin-D-Mangel (Rachitis) von Macewen verwendet. Um 1878 führte er die Osteotomie bei X-Beinen durch.
Er entwickelte eine chirurgische Methode, um einen Lungenflügel zu entfernen, die er bei Patienten mit Lungenkrebs und Tuberkulose anwandte.
Von Macewen stammt auch ein Operationsverfahren zur Behandlung des Leistenbruchs (Hernie). Er förderte auch die Entwicklungen in der Anästhesie. Auf ihn geht die Verwendung des über den Mund eingeführten Endotrachealtubus bei der Narkose zurück. Macewen hatte nach Versuchen an Leichen diese Methode der oralen endotrachealen Intubation mit einem gebogenen Metalltubus, der mit den Fingern in die Luftröhre eingeführt wurde und über den Chloroform zur Narkose verabreicht wurde, 1878 in Glasgow bei einem Patienten mit einem Tumor des Zungengrundes erfolgreich durchgeführt. Er war ein Pionier in der Verwendung von Fotografien in Chirurgie und Pathologie für Dokumentations- und Lehrzwecke. Gemeinsam mit der Oberschwester Rebecca Strong war Macewen instrumental in der Professionalisierung der Pflegeberufe in Großbritannien und in der Folge auch weltweit.
Im Ersten Weltkrieg war er einer der Gründer des Princess Louise Scottish Hospital for Limbless Sailors and Soldiers in Erskine, war dessen leitender Chirurg und richtete auch eine Prothesenwerkstatt ein, wo er mit Hilfe von Ingenieuren der nahen Werften am Clyde (Fluss) eine Prothese entwickelte (Erskine Artificial Limb).

## Ehrungen
1922 war er Präsident der British Medical Association. 1923 leitete er den International Surgical Congress in London als Präsident. 1902 wurde er zum Knight Bachelor gemacht. 1917 wurde er Companion des Order of the Bath. Er war Fellow der Royal Society (1895) und Ehren Fellow des Royal College of Surgeons of England (1900) und des Royal College of Physicians and Surgeons of Glasgow (1874). Er erhielt Ehrendoktorhüte aus Glasgow (LLD), Liverpool (LLD), Oxford (DSc) und dem Trinity College in Dublin (DSc).

## Schriften (Auswahl)
- On the radical cure of oblique inguinal hernia by internal abdominal peritoneal pad and the restoration of the valved form of the inguinal canal. In: Annals of surgery. 1886.
- Die infektiös eitrigen Erkrankungen des Gehirns und des Rückenmarks: Meningitis, Hirnabszess, infektiöse Sinusthrombose. J. Bergmann, Wiesbaden 1898.
- The growth and shedding of the antlers of the deer; the histological phenomena and their relation to the growth of bone. Glasgow 1920.